# Штурмуя Вудсток
«Штурмуя Вудсток» (англ. Taking Woodstock) — художественный фильм Энга Ли о фестивале «Вудсток», проходившем в 1969 году. Сценарий фильма написан Джеймсом Шеймусом на основе автобиографической книги «Taking Woodstock: A True Story of a Riot, a Concert, and a Life» Элиота Тайбера и Тома Монте. Премьерный показ в США состоялся 28 августа 2009 года.

## Сюжет
Фильм основан на реальных событиях.
1969 год. Элиот Тайбер, подающий надежды дизайнер интерьеров Гринвич-Виллидж. Его родители владеют небольшим мотелем в провинции штата Нью-Йорк. В качестве общественной нагрузки Элиот несёт и бремя председателя местного муниципального совета. С целью привлечения в городок туристов, он выписывает себе разрешение на организацию небольшого музыкального фестиваля в местечке Белое озеро (White Lake) города Бетеле.
Как раз в это время по всей стране вводится запрет на проведение музыкальных фестивалей, так как политики обеспокоены бесчинствами, сопровождающими подобные мероприятия.
Имея на руках разрешение, Элиоту приходит идея предложить этот документ своему приятелю из мира музыкальной индустрии.

## В ролях
- Деметри Мартин[3] — Элиот Тайбер / Elliot Tiber[англ.]
- Имельда Стонтон[3]
- Генри Гудман[3]
- Джонатан Грофф[3] — Майкл Лэнг / Michael Lang
- Мэми Гаммер[3]
- Юджин Леви[3] — Макс Ясгур / Max Yasgur
- Эмиль Хирш[3]
- Лев Шрайбер[3] — Вилма / Vilma
- Джеффри Дин Морган[3]
- Пол Дано[3]
- Зои Казан[3]
- Дэн Фоглер[3]
- Кевин Чемберлин[3]
- Дэмиан Кулаш
- Джошуа Мак-Карен — Роберт Мэплторп
- Луиза Краузе